# Scenopinus adyeri
Scenopinus adyeri är en tvåvingeart som beskrevs av Kelsey 1987. Scenopinus adyeri ingår i släktet Scenopinus och familjen fönsterflugor. Inga underarter finns listade i Catalogue of Life.